# Suhača (Novi Grad)
Pour les articles homonymes, voir Suhača.
Suhača (en serbe cyrillique : Сухача) est un village de Bosnie-Herzégovine. Il est situé dans la municipalité de Novi Grad et dans la république serbe de Bosnie. Selon les premiers résultats du recensement bosnien de 2013, il compte 804 habitants.

## Démographie

### Évolution historique de la population dans la localité
| 1948 | 1953 | 1961 | 1971 | 1981 | 1991  | 2013 |
| ---- | ---- | ---- | ---- | ---- | ----- | ---- |
| -    | -    | 827  | 868  | 940  | 1 087 | 804  |

|  |